# Svålhålet
Svålhålet - Berättelser från rymden är en novellsamling av Mikael Niemi, utgiven 2004. Den kan sägas röra sig inom genren science fiction och är den första boken av Niemi efter succén Populärmusik från Vittula. Boken består av en samling kortare berättelser, absurda och humoristiska, som har gemensamt att de alla utspelar sig någon gång i framtiden.
I jämförelse med Populärmusik från Vittula fick Svålhålet ett svalt mottagande.

## Handling
Svålhålet består av nitton kortare berättelser som utspelar sig i framtiden. Centralt är att människan har tagit klivet ut i världsrymden och handlingarna beskriver antingen rymdvarelser som på något sätt påverkar jorden eller det universum vi känner eller tvärtom, att någon från jorden påverkar universum. 
Teman är bland annat vetenskap, religion, teknik, filosofi och erotik och det går att läsa novellsamlingen som en samhällskritik. Stilen är liksom i tidigare böcker humoristisk, men med en allvarlig botten. Novellsamlingen utspelar sig omväxlande i rymden och i Niemis hembygd Tornedalen.